# Colombarone (area protetta)
Il Colombarone è un'area protetta di 50 ettari classificata zona speciale di conservazione, situata nel comune di Formigine, in provincia di Modena.

## Descrizione e caratteristiche
Il sito comprende un tratto lungo circa 1,5 km del fiume Secchia a ridosso del confine con la provincia di Reggio Emilia. Oltre ad un vasto greto ghiaioso, sono presenti stagni e siepi ai margini del fiume, ripristinati dall’Amministrazione provinciale di Modena in prossimità della confluenza con il torrente Fossa di Spezzano. Parte del sito (33 ettari) è inclusa nell'omonima Oasi di protezione della fauna. Non lontano dalla Riserva naturale orientata Cassa di espansione del Fiume Secchia situate poco più a nord, il sito ne prosegue idealmente la naturalità con meno zone umide stagnanti e più spiccate caratteristiche ripariali in un contesto tuttavia fortemente antropizzato.

## Habitat e specie di maggiore interesse
Quattro habitat di interesse comunitario coprono circa il 20% della superficie del sito con foreste a galleria di Salix alba e Populus alba, ambienti a temporaneo ristagno idrico con chenopodieti e paspaleti e anche qualche pratello arido.

### Flora
Nessuna specie vegetale di interesse comunitario, tuttavia la flora è meglio indagabile. Una curiosità, ma effettivamente è raro e limitato ai pratelli aridi intorno al Secchia, è l'Astragalo falsa-lupinella (Astragalus onobrychis).

### Fauna
Nidificano tre specie di uccelli di interesse comunitario: Sterna comune, Martin pescatore e Averla piccola. Altri uccelli acquatici di interesse comunitario frequentano regolarmente il sito a scopi alimentari, come ad esempio la Garzetta e la Nitticora. Il corso del fiume Secchia rappresenta, inoltre, un importante asse migratorio anche per specie rare come la Cicogna nera osservata più volte nell'area.
Tra i rettili, non c'è alcuna specie di interesse comunitario, ma è degna di nota è la presenza di Biacco, Natrice tassellata, Ramarro, Lucertola campestre e Lucertola muraiola.
La fauna ittica annovera tre specie di interesse comunitario: Barbo (Barbus plebejus), Lasca (Chondrostoma genei) e Ghiozzo padano (Padogobius martensii).